# Kamimuria sahlbergi
Kamimuria sahlbergi is een steenvlieg uit de familie borstelsteenvliegen (Perlidae). De wetenschappelijke naam van de soort is voor het eerst geldig gepubliceerd in 1949 door Koponen.